# Utricularia physoceras
Utricularia physoceras är en tätörtsväxtart som beskrevs av Peter Geoffrey Taylor. Utricularia physoceras ingår i släktet bläddror, och familjen tätörtsväxter. Inga underarter finns listade i Catalogue of Life.